# Walter Fusi
Walter Fusi (Udine, 3 agosto 1924 – Colle di Val d'Elsa, 15 maggio 2013) è stato un pittore italiano.

## Biografia
Walter Fusi nasce a Udine da genitori toscani, ma non passa molto tempo che la famiglia torna nel luogo di origine a Colle di Val d'Elsa.
Compie i suoi studi a Siena presso l'Istituto d'Arte che frequenta fino al diploma nel 1943, per poi iscriversi all'Accademia di Firenze alla fine della seconda guerra mondiale. 
In considerazione anche dei tempi i suoi spostamenti tra Colle di Val d'Elsa e Firenze verranno effettuati con camion che facevano servizio di trasporto tra le due località.

### Gli inizi
A Firenze le idee artistiche di Fusi, che aderisce al movimento informale, non trovano terreno fertile: la vita artistica fiorentina è o ancora legata alle idee estetiche del gruppo delle Giubbe Rosse (che facevano capo a Ottone Rosai) o tendente ad idee neoavanguardiste.
Le sue idee trovano l'ambiente adatto presso la Galleria dell'Indiano, che accoglieva gli artisti informali e dove tra il 1958 e il 1964 tiene alcune personali.
Fusi è sfiduciato per l'esperienza informale e, dopo un periodo di silenzio e riflessione, approda all'astrattismo geometrico.

### La maturazione
Nel periodo dal 1965 fino alla fine degli anni settanta è a Milano, dove sperimenta il concretismo per arrivare alla creazione di opere pittoriche tridimensionali.
Nel 1979 Fusi torna a Firenze dove ritrova il piacere di dipingere, tornando alle origini informali e trovando un giusto equilibrio con le riflessioni geometriche.

### Le mostre
Ha tenuto numerose personali a Roma, Milano, Firenze, Genova, Bologna, Bolzano, Pordenone, Udine, Taranto, Bari, Padova, Pisa, Perugia, Portogruaro, Colle di Val d'Elsa, Prato, Bonn, Liegi, New York, Chicago e partecipato a numerosissime collettive. «Ha inoltre partecipato alla VIII Quadriennale d'Arte Contemporanea di Roma, al XXV, XXVI e XXVIII "Salon des Réalités Nouvelles", al XII, XV e XVI "Salon Grands et jeunes d'Aujuourd'hui", al "Salon des Comparaison Grand Palais" e al XXXI "Salon de la jeune Sculptures"  di Parigi. Espone, inoltre, alla "Bertrand Russell Peace Foundation"  a Londra, all'"Art 94" a Bruxelles e al "Costructivismo 96" a Caracas.» 